# Edgar Tailhades
Edgar Tailhades, né le 12 janvier 1904 à Riols (Hérault) et mort le 23 juin 1986 à Nîmes (Gard), est un homme politique, avocat et résistant français. Il est sénateur-maire de Nîmes de 1947 à 1965, membre de la SFIO.

## Biographie
Edgar Armand Louis Tailhades naît dans une famille de modestes filateurs.
Il fait ses études secondaires au lycée de garçons de Nîmes, puis obtient une licence en espagnol et un DES en droit à Montpellier. Il est alors membre de la société félibréenne Nemausa, puis de La Tour Magne.
Il adhère à la Section française de l'Internationale ouvrière (SFIO) en 1925 et est élu la même année conseiller municipal de Nîmes dans l'équipe d'Hubert Rouger. En 1926, il devient le secrétaire général de la fédération du Sud-Est des Jeunesses socialistes. En 1928, il est choisi comme secrétaire général du comité électoral d'Henry Torrès, candidat socialiste aux élections législatives dans les Bouches-du-Rhône.
Pendant la Seconde Guerre mondiale, il est résistant au sein du mouvement Combat,.
Avocat de formation, sa renommée le fait défendre aux assises lors de célèbres affaires criminelles de la région. Il est bâtonnier de l'ordre des avocats de Nîmes en 1965 et 1966.
Il est élu en 1947 contre le maire sortant communiste, Léon Vergnole, grâce à une alliance SFIO, MRP et RPF qu'il maintient jusqu'à sa défaite de 1965 face au communiste Émile Jourdan et à Auguste Geysse.
Sous son mandat la ville de Nîmes vit la renaissance des activités tauromachiques et en particulier la mise en place de la feria notamment avec l'aide de son adjoint Claude Baillet.
Edgar Tailhades est également sénateur du Gard de 1947 à sa mort en 1986 et président du Conseil régional de Languedoc-Roussillon de 1974 à 1983.
Il est élu à l'Académie de Nîmes en 1952, à laquelle il appartient jusqu'à sa mort. Il en devient le président de 1970 à 1971.
En 1968, il épouse Georgette Chinour, future maire de Saint-Pons-de-Thomières et conseillère générale de l'Hérault.

### Postérité
Une école primaire porte son nom à Nîmes dans le quartier de Vacquerolles.